# 斯普林菲爾德鎮區 (伊利諾伊州桑加蒙縣)
斯普林菲爾德鎮區（英語：Springfield Township）是位於美國伊利諾伊州桑加蒙縣的一個行政鎮區。

## 地方資料
根據2010年美國人口普查的數據，斯普林菲爾德鎮區的面積為37.10平方千米，當中陸地面積為36.40平方千米，而水域面積為0.70平方千米。當地共有人口5703人，而人口密度為每平方千米153.72人。